# Namgyal Lhamu
Namgyal Lhamu, född 5 april 1974, är en bhutanesisk bågskytt. Hon deltog vid olympiska sommarspelen 1992.